# Милен (Џорџија)
Милен (Џорџија) (енгл. Millen) град је у америчкој савезној држави Џорџија. По попису становништва из 2010. у њему је живело 3.120 становника.

## Демографија
Према попису становништва из 2010. у граду је живело 3.120 становника, што је 372 (10,7%) становника мање него 2000. године.
| Група             | 2000.         | 2010.         |
| Белци             | 1.295 (37,1%) | 1.089 (34,9%) |
| Афроамериканци    | 2.071 (59,3%) | 1.923 (61,6%) |
| Азијати           | 6 (0,2%)      | 11 (0,4%)     |
| Хиспаноамериканци | 100 (2,9%)    | 76 (2,4%)     |
| Укупно            | 3.492         | 3.120         |